# Sumgait (řeka)
Sumgait (ázerbájdžánsky Sumqayıtçay) je řeka v Ázerbájdžánu. Je dlouhá 182 km. Povodí má rozlohu 1800 km². Také se nazývá jmény: Gordučaj, Guzdučaj, Džangičaj, Kozlučaj.

## Průběh toku
Pramení v horách Velkého Kavkazu. Ústí do Kaspického moře.

## Vodní stav
Zdroj vody je smíšený. Nejvyšší vodní stavy jsou v březnu a v dubnu. Nejnižší jsou naopak v létě a na podzim, kdy může na dolním toku i úplně vyschnout. Průměrný roční průtok vody ve vzdálenosti 46 km od ústí činí 1,1 m³/s.

## Využití
Využívá se na zavlažování. Na dolním toku křižuje Samurapšeronský kanál. V ústí leží město Sumqayıt.